# Taquarituba
Taquarituba est une municipalité brésilienne de l'État de São Paulo et la Microrégion d'Itapeva.